# Diego Lara (diseñador)
Diego Lara (Madrid, 31 de octubre de 1946 - ibídem, 24 de enero de 1990) fue un pintor y diseñador gráfico español.

## Biografía
Nacido en Madrid en 1946, comenzó su actividad haciendo talleres de pintura en la década de 1960 y participando en varias exposiciones de artistas jóvenes. Inició la carrera de Historia en la Facultad de filosofía y letras de Madrid, que no llegaría a concluir, dedicándose por completo a tareas de diseñador gráfico. De ese periodo son sus portadas de libros para editoriales como Siglo XXI, Seix Barral, Turner, Fundamentos, o Trece de nieve (con Mario Hernández y Gonzalo Armero, entre 1971 y 1974).
En 1972 funda (con Mauricio d'Ors) La Fontana Literaria, y un año después, Nostromo, con Juan Antonio Molina Foix. Entre 1974 y 1982 es responsable gráfico de las publicaciones de la fundación Juan March, en Madrid, renovando el concepto gráfico y editorial de sus catálogos de la exposiciones. De ese mismo periodo, destaca su colaboración con Gonzalo Armero en la revista "Poesía", editada por el ministerio de cultura español (1979 y 1981), y entre 1982 y 1986 la cobertura gráfica de la feria de arte Arco. Como director artístico y diseñador gráfico pueden anotarse sus trabajos en la revista de arte Buades para ediciones El Viso, realizando los catálogos dedicadas a Picabia, Gris, Dadá y el constructivismo. También diseñaría libros para Editorial Cátedra y Editora Nacional, diversas marcas comerciales, etc. En 1986 recibe el Premio de Diseño Gráfico del Ayuntamiento de Madrid y, en 1988, realiza el cartel de los premios Laus.
Más allá de su labor como diseñador gráfico, Diego Lara produjo una abundante obra pictórica, aunque solo la publicó en contadas exposiciones colectivas: Galería Fenicia, Almuñécar, 1979; "Dibujos", Galería Buades, Madrid, 1984; "Cota Cero", Alicante y Madrid, 1985.
Falleció el 24 de enero de 1990. Su obra se reunió en una exposición de carácter antológico (La Caixa, Madrid, 1990) y en otras realizadas en la Galería Buades (1992); en la Torre de los Guzmanes, La Algaba, Sevilla (1994); y, ya en 2012, La Casa Encendida de Madrid montó una retrospectiva titulada "Diego Lara. Be a commercial artist", comisariada por Amaranta Ariño.